# Hierodula patellifera

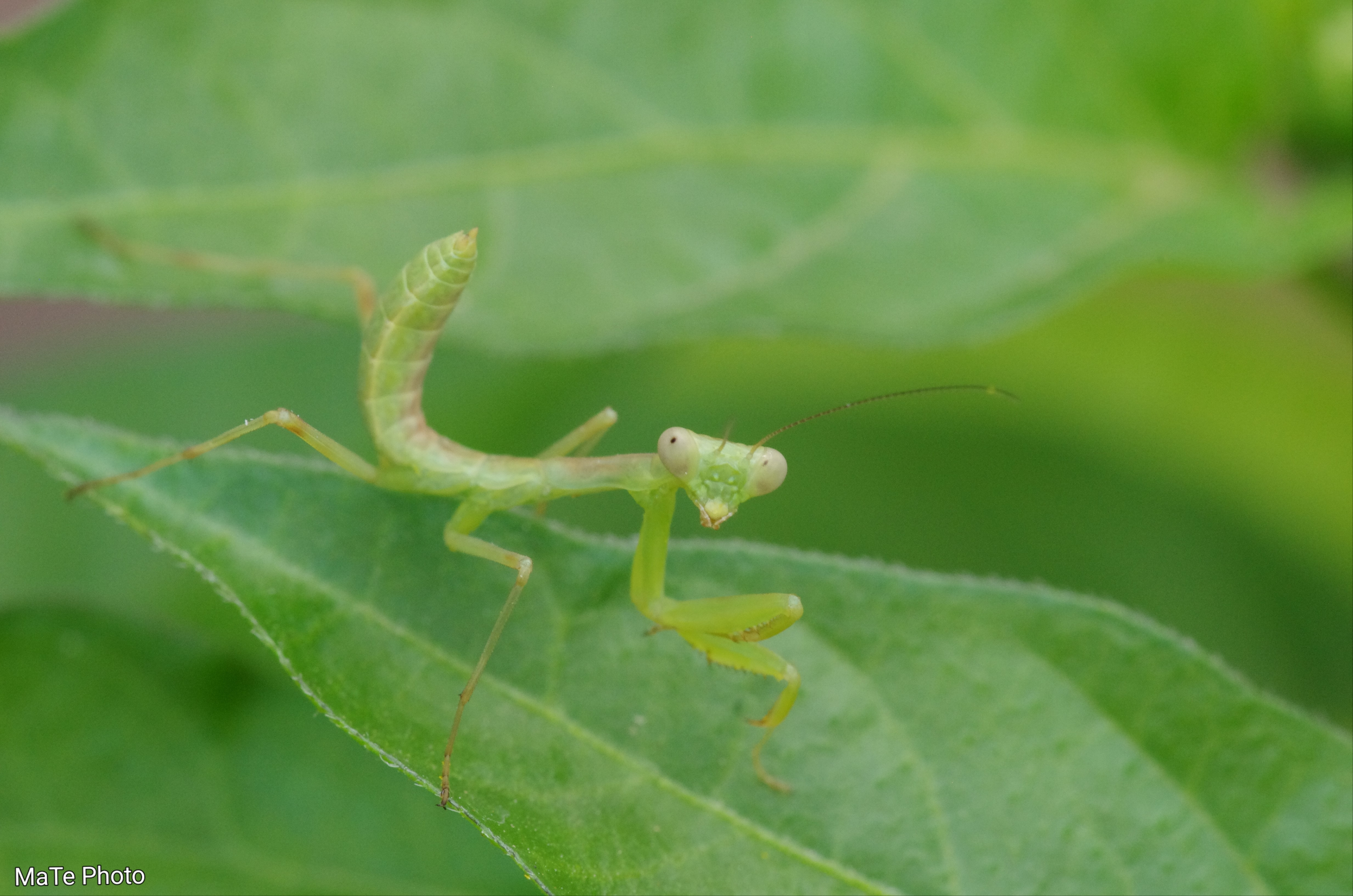
Si possono trovare in ogni ambiente, anche antropizzato

Hierodula patellifera (Serville, 1839) è una specie di insetto mantoideo della famiglia Mantidae.

## Descrizione
I maschi sono lunghi circa 45–65 mm e le femmine circa 65–75 mm. Sono di colore verde acceso, raramente marroni. Le due tegmine presentano un piccolo ocello bianco ciascuna. Il pronoto inferiore presenta delle strisce orizzontali nere.

## Distribuzione
È ampiamente diffusa nel sud-est asiatico, Cina, Taiwan e Giappone. È diffusa anche nel resto del continente asiatico, in Italia settentrionale e in Francia.